# بولشوی ایک
بولشوی ایک (به لاتین: Bolshoy Ik) یک رود در روسیه است که در باشقیرستان واقع شده‌است.